# Lindwurm

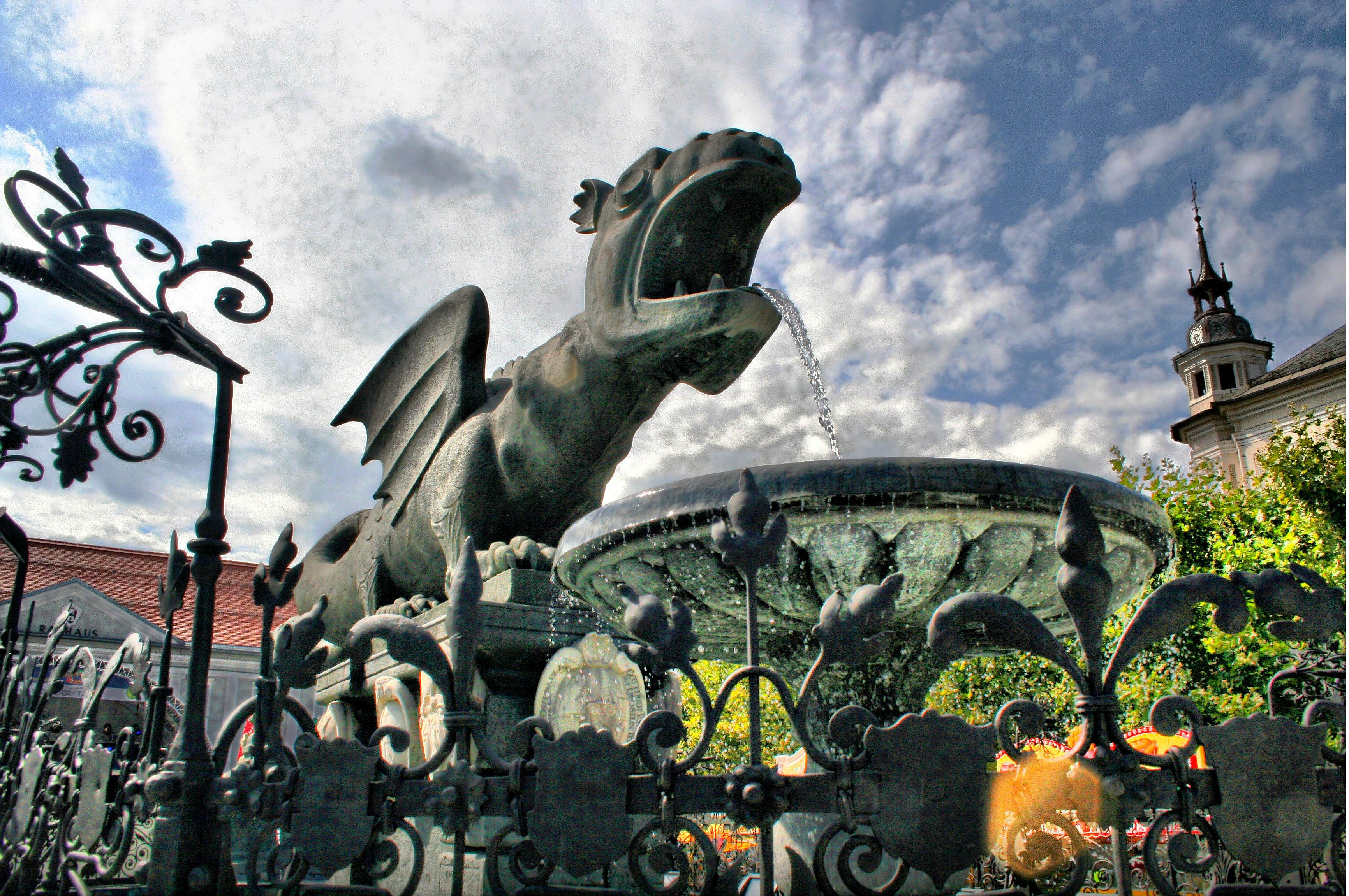
Lindwurmbrunnen in Klagenfurt am Wörthersee, Österreich (2010)

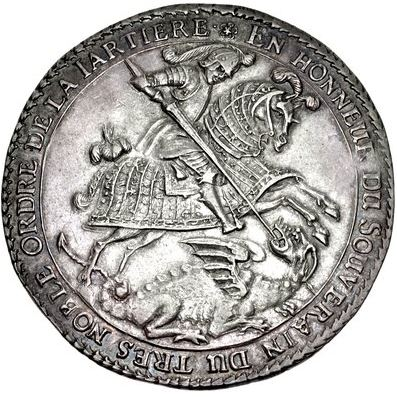
Hosenbandtaler: St. Georg, den Drachen tötend (1678)

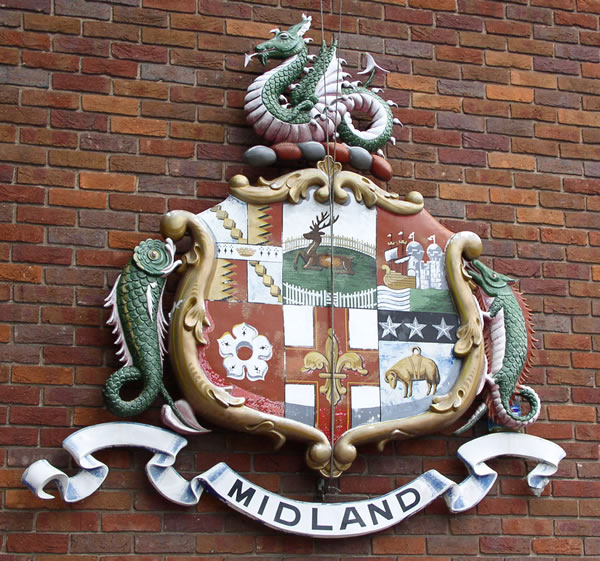
Drache als Wappentier (Wyvern) zuoberst im Oberwappen der britischen Eisenbahngesellschaft Midland Railway (1844–1922)

Lindwurm (althochdeutsch lint „Schlange“) ist die Bezeichnung für ein schlangen- oder drachenartiges Fabelwesen.

## Etymologie
Das Wort ist seit dem 9. Jahrhundert bezeugt. Es stammt vom althochdeutschen und mittelhochdeutschen lintwurm. Im Altnordischen findet sich das Substantiv linnormr, das eine tautologische Zusammenfügung zur Verdeutlichung zweier Substantive mit der gleichen Bedeutung ist. Althochdeutsch lint und altnordisch linnr oder linni bedeuten „Schlange“. Das althochdeutsche Adjektiv lindi mit der Bedeutung „weich, nachgiebig“ ist damit verwandt. Das althochdeutsche wurm sowie das altnordische ormr bedeuten ebenfalls unter anderem „Schlange“ oder bezeichnen jedes kriechende Geschöpf.

## Mythologie
Der Lindwurm ist meist zweibeinig, aber auch vier oder mehr Beine sind möglich. Er ähnelt einem Drachen und wird manchmal als Unterart bezeichnet, hat keine oder nur kurze Flügel und wird vor allem in alten germanischen Sagen erwähnt. Gewöhnlich hat ein Lindwurm einen langen Schwanz und kurze Beine, teilweise wird er als menschenfressend beschrieben. Der „Drache“ Fafnir der Nibelungensage ist ein Lindwurm. Zudem tritt das Tier in dem Brüder-Grimm-Märchen Das singende springende Löweneckerchen (KHM 88) auf: Der Lindwurm ist hier eine „verzauberte Königstochter“.
Der Lindwurm ist das Wahrzeichen der österreichischen Stadt Klagenfurt am Wörthersee und der slowenischen Hauptstadt Ljubljana (Laibach). In Orten, die Limb- oder Lind- im Namen tragen, ist oft eine Drachensage überliefert, wie beispielsweise in Limburg an der Lahn.

## Wappenkunde
Der Lindwurm ist ein Wappentier und somit eine gemeine Figur. Im Wappenwesen (Heraldik) wird der Lindwurm unterschiedlich dargestellt: wie oben beschrieben oder als bekrönter Fußloser. Seltener wird er mit einem Hahnenkopf dargestellt, was zu Verwechslungen mit Basilisken führen kann.
Die dominierende Farbgebung (Tingierung) ist schwarz, die des Drachen ist grün, dieser wird häufig feuerspeiend erwähnt, was beim Lindwurm seltener vorkommt. Eine Verwechslung mit dem heraldischen Drachen ist trotzdem nicht ausgeschlossen. In der Darstellung im Wappen sollte der Wappenträger sich auf ein Fabelwesen, eine Schlange mit den Hinterbeinen eines Löwen beschränken.
Um ihn als Lindwurm zu kennzeichnen, ist ihm häufig eine Linde oder, in Bezug auf den Lindwurm des Rolandslieds, ein Schwert als Attribut zugeordnet.

Wappen von Orten
Bad Goisern am Hallstättersee, Österreich
Bandenitz, Mecklenburg-Vorpommern
Bayerbach, Bayern
Beatenberg, Schweiz
Bobzin, Mecklenburg-Vorpommern
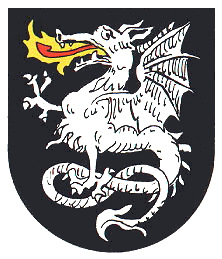
Brehmen, Baden-Württemberg
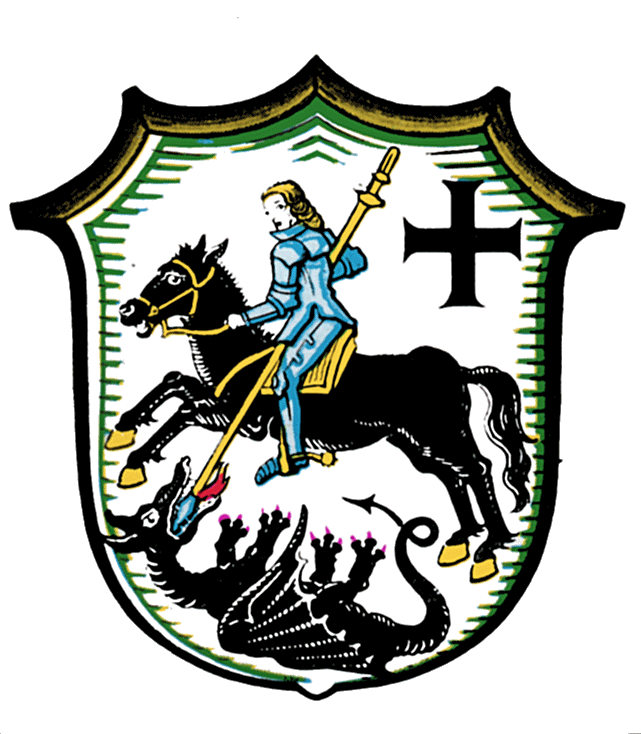
Elpersdorf bei Windsbach, Bayern
Ennetmoos, Schweiz
Gossau SG, Schweiz
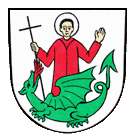
Hainstadt, Baden-Württemberg
Hohenwart, Bayern
Jevenstedt, Schleswig-Holstein
Amt Jevenstedt, Schleswig-Holstein
Klagenfurt am Wörthersee, Österreich
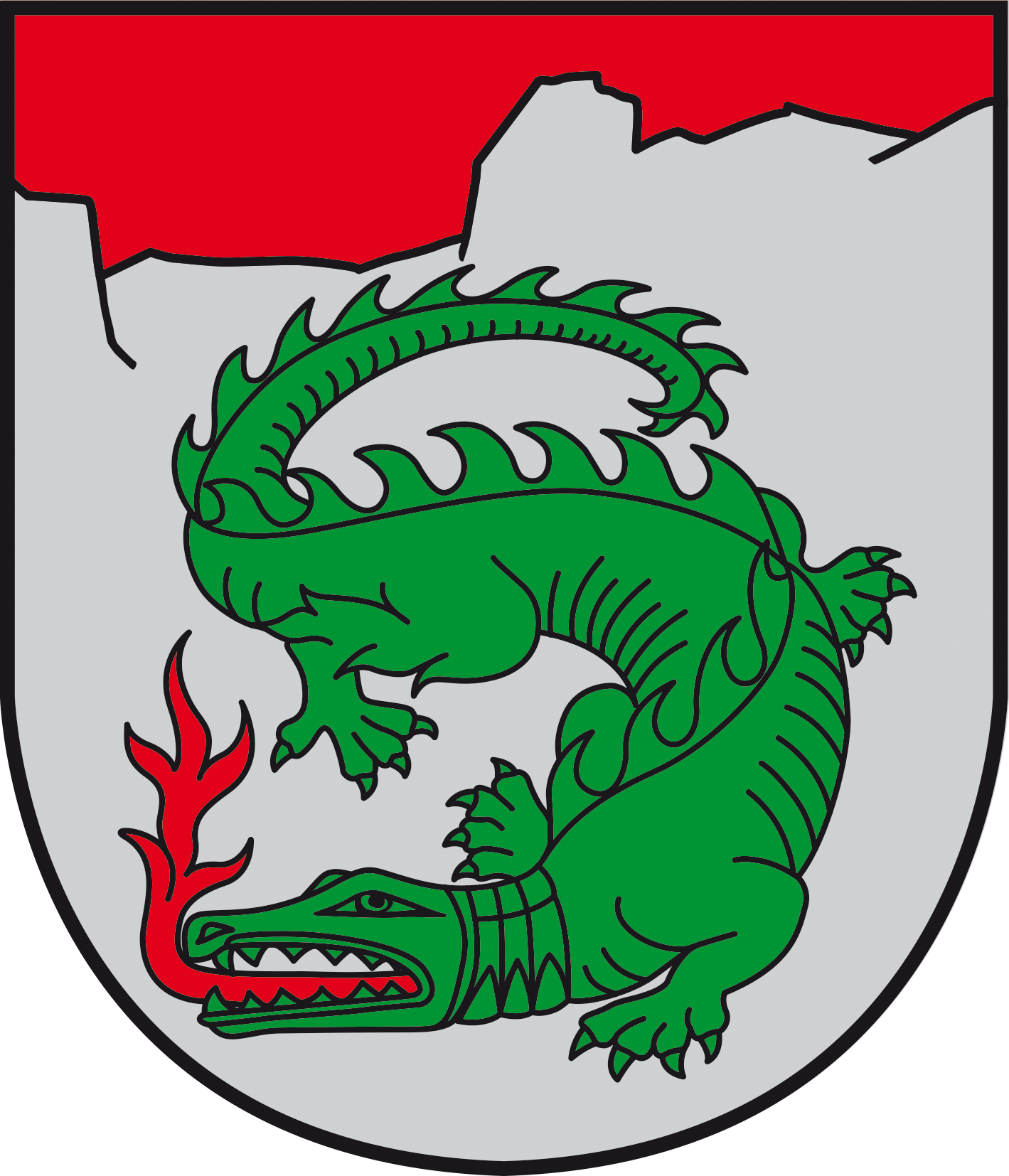
Liezen, Österreich
Lindenhardt, Bayern
Ljubljana, Slowenien
Marktbreit, Bayern
Munster, Niedersachsen
Murnau am Staffelsee, Bayern
Oberschweinbach, Bayern
Orneta (deutsch: Wormditt), Polen
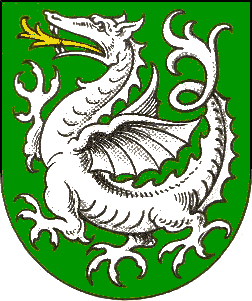
Rheden, Niedersachsen
Schwarzenberg, Sachsen
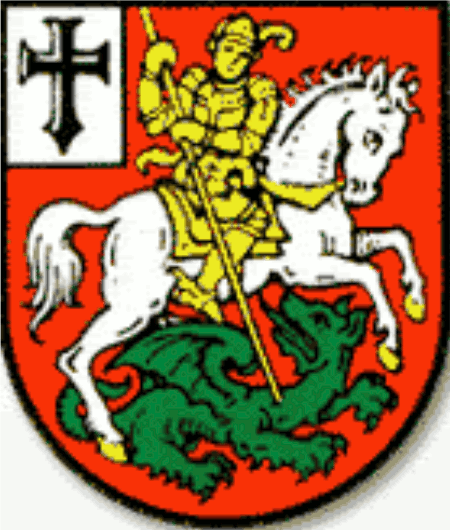
Sottrum, Niedersachsen
Stjørdal, Norwegen
Surava, Schweiz
Trutnov, Tschechien
Wachtberg, Nordrhein-Westfalen
Wittenburg, Mecklenburg-Vorpommern
Wurmannsquick, Niederbayern
Wurmlingen bei Rottenburg, Baden-Württemberg
Wurmlingen bei Tuttlingen, Baden-Württemberg